# Oranienbaum (Oranienbaum-Wörlitz)
Oranienbaumⓘ – dzielnica miasta Oranienbaum-Wörlitz w Niemczech, w kraju związkowym Saksonia-Anhalt w powiecie Wittenberga.
Do 30 czerwca 2007 miasto należało do powiatu Anhalt-Zerbst, do 31 grudnia 2010 należało do wspólnoty administracyjnej Wörlitzer Winkel.

## Geografia
Dzielnica leży ok. 6 km na wschód od Dessau-Roßlau.
Przez Oranienbaum przebiega droga krajowa B107.

## Współpraca
Miejscowości partnerskie:
- Daun, Nadrenia-Palatynat
- Oranienburg, Brandenburgia

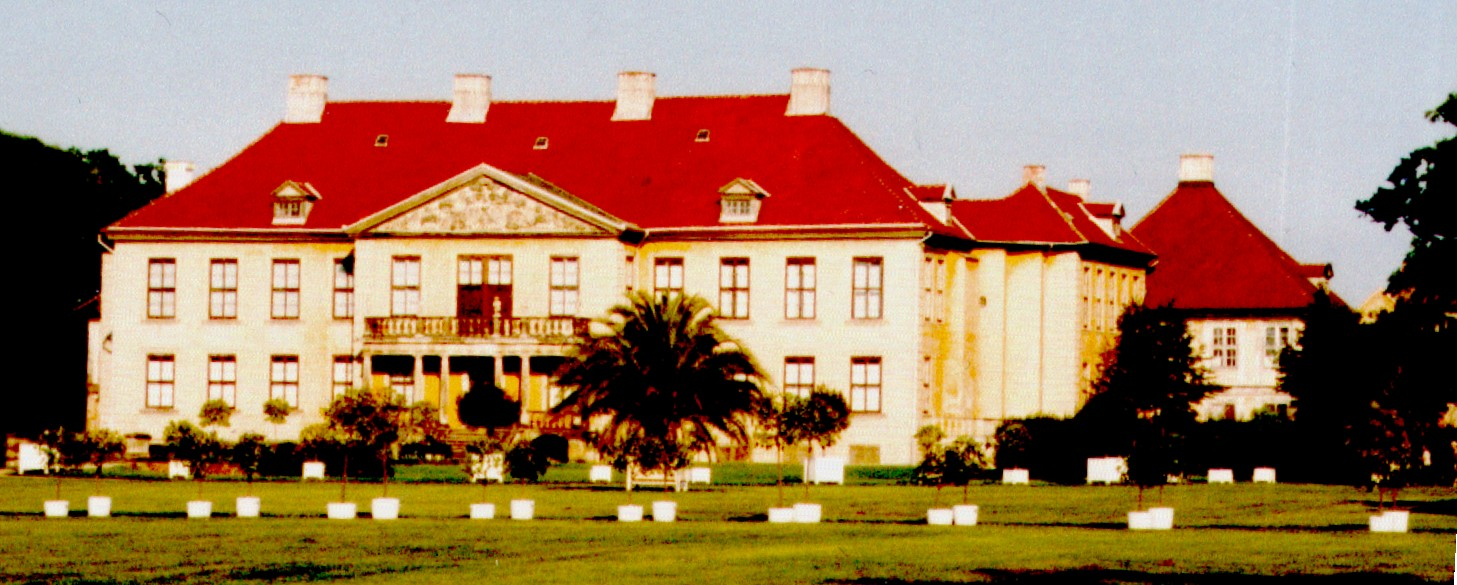
Zamek